# Mayu Sakai
Mayu Sakai (jap. 酒井 まゆ, Sakai Mayu; * 7. Januar 1982 in Fussa, Präfektur Tokio) ist eine japanische Mangaka. Ihre Werke sind dem Shōjo-Genre zuordnen. Ihr Debüt hatte sie 2000 mit Primal Orange im Ribon Original.
Nach ihrem Schulabschluss begann Mayu Sakai gleich als Mangaka zu arbeiten. Ihr erstes Werk, Primal Orange, gewann einen Preis im Oktober 2000. Zu dem Zeitpunkt war sie 18 Jahre alt. Einige Zeit später wurde sie für Shueishas Ribon eingestellt, nachdem sie dort bereits als Assistentin bei Miho Obana tätig war. Ihre ersten beiden offiziellen Mangas (Bokutachi no Tabi, 2001; Nine Puzzle, 2002) waren weniger bekannt. Das änderte sich 2003 mit Nagatachō Strawberry. 2005 arbeitete sie an Peter Pan Syndrom, 2006 erschien ihr bislang erfolgreichster Manga Rockin' Heaven. Von 2008 bis 2011 arbeitete sie an der Serie Momo - little Devil. 2011 bis 2015 erschien Sugar Soldier, ihre längste Reihe ist bisher.

## Werke
- Primal Orange (プライマル・オレンジ, Puraimaru Orenji; 2000, in Our Journey enthalten)
- Erdbeeren und Tränen (イチゴナミダ, Ichigo Namida; 2001, in Nine Puzzle enthalten)
- Das Maimädchen (五月少女, Gokatsu Onna; 2001, in Our Journey enthalten)
- Our Journey (ボクたちの旅, Bokutachi no Tabi; 2001, 1 Band)
- Platin (プラチナ, Purachina; 2001, in Nine Puzzle enthalten)
- Die Schwierigkeiten eines jungen Fürstens (若サマの事情, Wakasama no Jijō; 2002, in Nine Puzzle enthalten)
- Nine Puzzle (ナインパズル, Nain Pazuru; 2002, 2 Bände, dt. bei Tokyopop)
- Dezember-Arie (12月のアリア, 12-gatsu no Aria; 2002, in Nagatachō Strawberry enthalten)
- Ota no Shimi Essay Manga Daitokushū!! (おたのしみエッセイまんが大特集!!; 2002)
- Nagatacho Strawberry (永田町ストロベリィ, Nagatachō Sutoroberi; 2003–2004, 5 Bände, dt. bei Tokyopop)
- Boku wa Manau ga Tsunae (ぼくは魔法が使えない; 2004)
- Baby, Fake Fur (ベイビー、フェイク＊ファー, Beibī, Feiku Fā, 2004)
- Peter Pan Syndrom (ピーターパン・症候群, Pītā Pan Shōkōgun; 2005, 2 Bände, dt. Tokyopop)
- Der König, der Prinz und ich (王様と王子様と私。, Ō-sama to Ōji-sama to Atashi.; 2005, in Peter Pan Syndrom enthalten)
- Rockin’ Heaven (ロッキン★ヘブン, Rokkin Hebun; 2006–2008, 8 Bände, dt. bei Tokyopop)
- Endless March (エンドレス・マーチ, Endoresu Māchi; 2006, in Rockin’ Heaven enthalten)
- Der Bahnhof Brown Garden (ブラウン・ガーデン駅, Buraun Gāden Eki, 2007, in Rockin’ Heaven enthalten)
- Momo – little Devil (MOMO 終末庭園へようこそ, Momo: Shūmatsu Teien e Yōkoso; 2008–2011, 7 Bände, dt. bei Tokyopop)
- How to save the World (べらぼーにブラボー, Berabō ni Burabō; 2009, in Momo enthalten)
- Sugar Soldier (シュガー*ソルジャー; 2011–2015, 10 Bände, dt. bei Tokyopop)
- Magic Shoe Shop (クレマチカ靴店, Clematica Kutsuten; 2011, dt. bei Tokyopop)
- Merry Bad Ending
- Last Exit Love (seit 2015)
- Reflections of Ultramarine
- Hello, Innocent (seit Juni 2020, dt. bei Altraverse)